# Michaił Sołomachin
Michaił Karlowicz Sołomachin, ros. Михаил Карпович Соломахин (ur. 26 czerwca?/8 lipca 1888 w stanicy Niekrasowskaja, zm. po 1945) – rosyjski wojskowy (pułkownik), komendant 1 Kozackiej Szkoły Junkierskiej przy Kozackim Stanie pod koniec II wojny światowej.

## Życiorys
Pochodził z rodziny Kozaków kubańskich. Uczęszczał do szkoły technicznej w Majkopie, a następnie szkoły kawaleryjskiej w Jelizawetgradzie, którą ukończył w 1911 r. w stopniu chorążego. Dostał przydział do 1 choperskiego pułku kawalerii Kozaków kubańskich. Brał udział w I wojnie światowej na Kaukazie jako dowódca sotni w swoim pułku. W 1915 r. został odznaczony Orderem Świętego Jerzego 4 klasy. W 1917 r. przeszedł kurs akademii sztabu generalnego. W 1918 r. przyłączył się do kozackich wojsk białych walczących na Kubaniu z bolszewikami. Dowodził w stopniu esauła 2 partyzanckim pułkiem, a następnie brygadą kawalerii Kozaków kubańskich. 1 maja 1920 r. w stopniu pułkownika objął dowództwo 1 choperskiego pułku kawalerii Kozaków kubańskich. Po ewakuacji wojsk gen. Piotra Wrangla z Krymu do Gallipoli pod koniec 1920 r., udał się na emigrację. Od końca 1931 r. pełnił nominalną funkcję szefa sztabu marszowego kubańskiego atamana gen. Wiaczesława G. Naumienko. Podczas II wojny światowej podjął współpracę z Niemcami. Wstąpił do oddziałów kozackich w służbie armii niemieckiej. Od końca 1944 r. w stopniu generała majora był komendantem 1 Kozackiej Szkoły Junkierskiej wchodzącej w skład Kozackiego Stanu marszowego atamana gen. mjr. Timofieja N. Domanowa. Szkoła znajdowała się w północnych Włoszech. Po zakończeniu wojny wraz z pozostałymi dowódcami kozackimi został wydany Sowietom. Dalsze jego losy są nieznane.